# Euphorbia sclerocyathium
Euphorbia sclerocyathium là một loài thực vật có hoa trong họ Đại kích. Loài này được Korovin & Popov mô tả khoa học đầu tiên năm 1927.